# Dvacátý první dodatek Ústavy Spojených států amerických

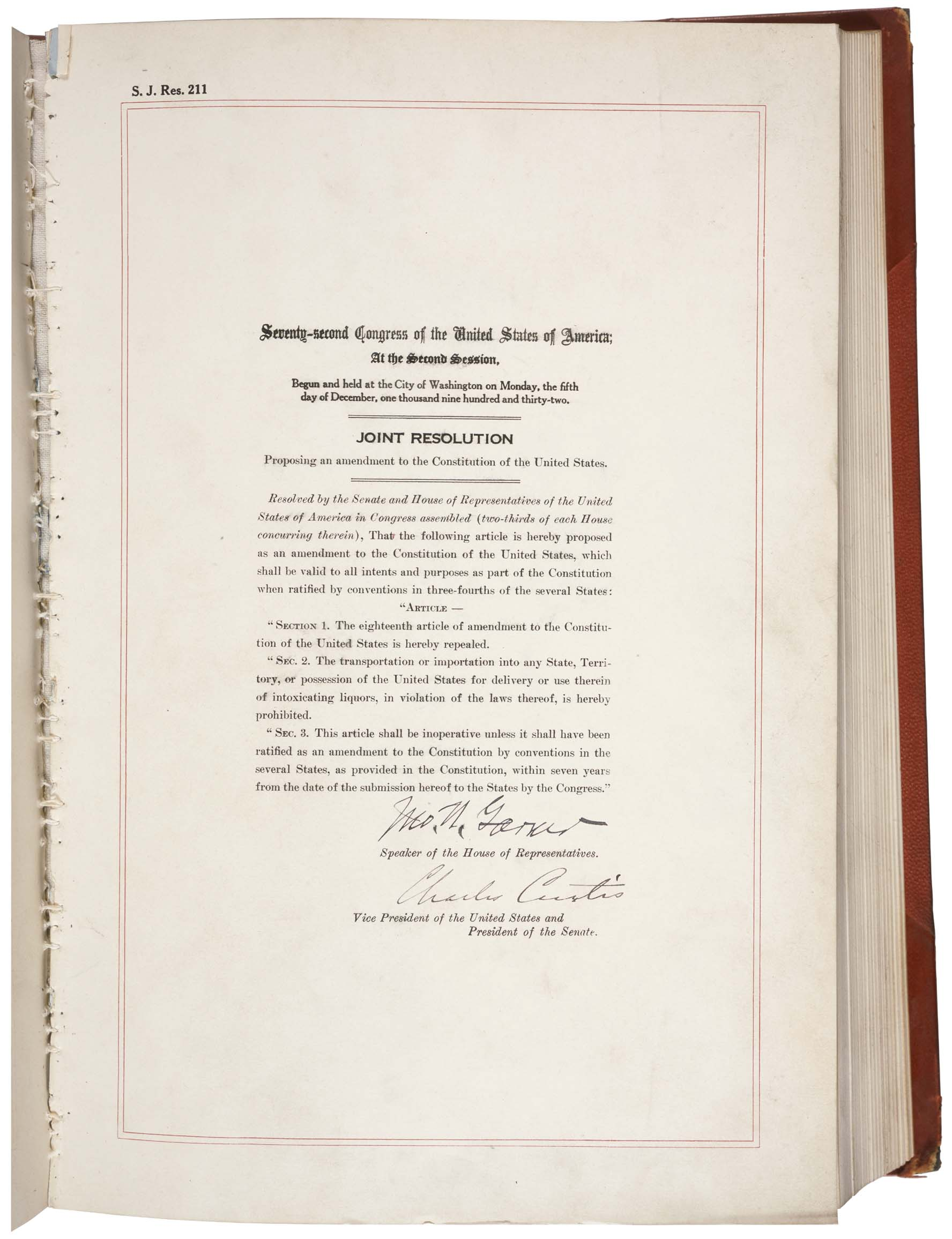
21. dodatek ústavy USA

Dvacátý první dodatek Ústavy Spojených států amerických prohlásil za neplatný osmnáctý dodatek ústavy, který ve Spojených státech zavedl prohibici. Kongres jej předložil 20. února 1933 a byl ratifikován 5. prosince téhož roku. Jedná se o jediný ústavní dodatek v historii USA, který byl přijat s explicitním cílem zrušit jiný dodatek.